# 厄德巴赫河 (克羅滕巴赫河支流)
47°32′27″N 11°30′14″E / 47.54089°N 11.50378°E

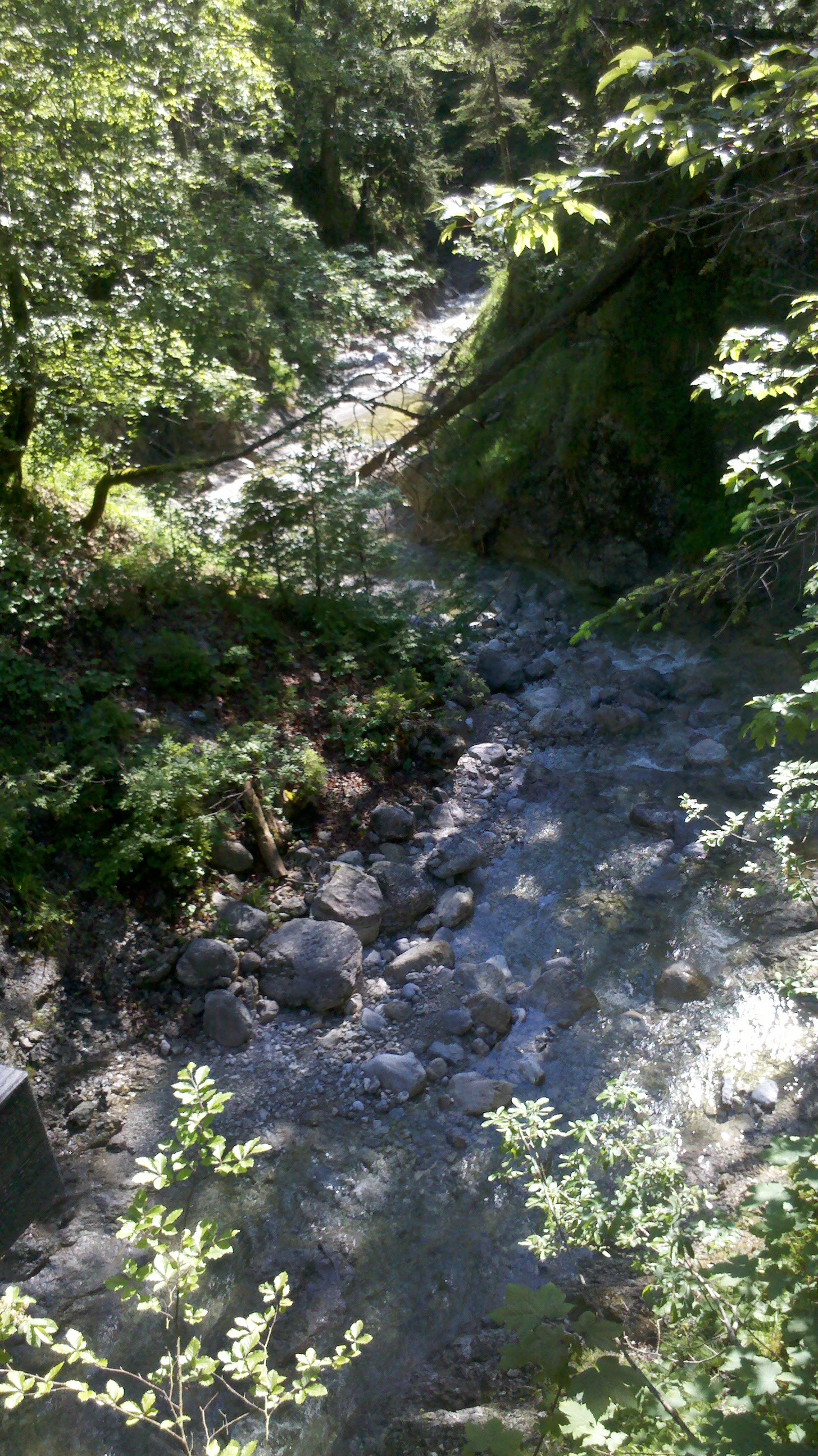

厄德巴赫河是德國的河流，位於該國東南部，由巴伐利亞負責管轄，屬於克羅滕巴赫河的支流，河道全長3公里，流經福爾卡文德爾山。